# Стариця (станція, населений пункт)
Стариця (рос. Старица) — залізнична станція в Старицькому районі Тверської області Російської Федерації.
Населення становить 1100 осіб. Входить до складу муніципального утворення сільське поселення станція Стариця.

## Історія
Від 2005 року входить до складу муніципального утворення сільське поселення станція Стариця. Раніше населений пункт належав до Старицького сільського округу.

## Населення
1. Н/Д[2]